# Original de historieta
Un original de cómic o historieta es un dibujo, habitualmente a lápiz y tinta, realizado por el historietista con vistas a su reproducción masiva en forma impresa. La venta de estas piezas singulares, así como la de los bocetos o comisiones (encargos solicitados ex profeso a los dibujantes por los coleccionistas), constituye un negocio en auge que mueve anualmente varios millones de euros.

## Características
Todos los originales son únicos, salvo en los casos en que haya separación de lápices y tintas. Las motivaciones para coleccionarlos son variadas:
- Artística

Permiten disfrutar y estudiar la obra original, comprobando como se realizó: Tamaño y tipo de papel, tintas, correcciones, etc.
- Económica

Su precio depende no solo de su calidad intrínseca, sino también de su antigüedad, autor, publicación donde se reprodujo, personajes que aparecen y rareza.
- Nostálgica

Entre los coleccionistas, se conoce como "grial" (por el Santo Grial) a la página que marcó la infancia del comprador, atrayéndole hacia el medio. La posesión de una página dibujada por su autor favorito también puede poseer un gran valor emotivo.
Estas tres motivaciones básicas pueden ser compatibles.
Por último, hay que señalar que los coleccionistas más avezados suelen renovar constantemente sus piezas, vendiendo sus obras menos importantes para poder financiar la compra de otras que les satisfagan más.

## Historia
Tradicionalmente, las editoriales no han devuelto a los artistas las ilustraciones originales usadas para imprimir las historietas. Durante la década de los 40, los grabadores solían destruirlas por sistema, una vez pasadas por las máquinas de impresión. En otros casos, solía quedárselas la editorial, como en los casos de la norteamericana Warren Publishing o las españolas Editorial Bruguera y Editorial Valenciana. Solo recientemente, los autores han empezado a conseguir hacer valer sus derechos, consiguiendo que se las devuelvan.
Hasta finales del siglo XX, el epicentro del negocio se hallaba en los Estados Unidos. En un principio, los coleccionistas debían recurrir a publicaciones especializadas y marchantes como intermediarios o acudir a evento de historieta, pero con la aparición de internet, empezaron a proliferar las casas de subastas, las listas de correo y las webs especializadas. Entre las primeras, destaca Heritage Auction Gallery.
En el nuevo siglo, franceses e italianos entraron fuertemente en el negocio, produciéndose una escalada vertiginosa de los precios, sobre todo del material procedente de las revistas Tintín y Spirou y de autores como Enki Bilal, Moebius, Hugo Pratt, Grzegorz Rosinski o Jacques Tardi.
- 2001: 164.700 euros por una plancha de El nido de los marsupilamis (Le Nid des marsupilamis, 1960) de Franquin;
- 2007: 58.242 euros por una de Arzach (1975) de Moebius;
- 03/2007: 177.000 euros por un dibujo de Sangre azul (Bleu sang, 1994) de Enki Bilal;[5]
- 04/2008: 1'2 millones de euros por la acuarela de Hergé para la portada de Tintín en América (Tintin en Amérique, 1932).[2]

Se prevé que los precios de los originales continúen aumentando exponencialmente, dado que los autores cada vez recurren menos a ellos, debido al uso de técnicas digitales. Se prevé también que se conviertan en una oportunidad de negocio para las librerías especializadas, amenazadas por la expansión del mercado de venta de historieta digitalizados.
En 2007, Millon y Asociados creó un departamento dedicado a la historieta.

## Coleccionistas más importantes
En España, destacan Rafael Amat, Ferrán Delgado y sobre todo Faustino R. Arbesú, Santiago Segura y Jaume Vaquer, uno de los mayores del Viejo Continente.